# Nemegtosauridae
Famille
Genres de rang inférieur
- † Nemegtosaurus
- † Phuwiangosaurus
- † Quaesitosaurus
- † Tapuiasaurus

Les Nemegtosauridae forment une famille hypothétique de dinosaures sauropodes. Elle a été créée en 1995 par Paul M. Barrett et Paul Upchurch. Elle a été nommée d'après le bassin de Nemegt de Mongolie, où une partie des fossiles de Nemegtosaurus ont été retrouvés.

## Histoire
En 1990, Jack McIntosh intègre le Nemegtosaurus et le Quaesitosaurus dans la famille des Diplodocidae et la sous-famille des Dicraeosauridae, les restes ressemblant à ceux du Dicraeosaurus.
En 1995, Upchurch crée une famille spécifique pour les deux genres, mais sans les définir.
En 2002, à l'aide d'une analyse cladistique, Jeffrey A. Wilson classifie les deux genres comme des titanosaures.
En 2004, en décrivant la nouvelle espèce Bonitasaura salgadoi, Sebastián Apesteguía affirme que cette dernière, tout comme le Rapetosaurus, est beaucoup plus proche du Nemegtosaurus que du Saltasaurus. La même année, Upchurch et al. ramène les Nemegtosauridae dans les Diplodocoidea.
En 2005, Kristina Curry Rogers (en) ramène le Nemegtosaurus et le Quaesitosaurus dans les titanosaures, mais rejette la famille des Nemegtosauridae. La même année, sans avoir pris conscience des travaux d'Apesteguía, Wilson propose la même définition que ce dernier.